# Херлофсон, Чарлз Олуф
Чарлз Олуф Херлофсон (норв. Charles Oluf Herlofson; 28 марта 1916, Кристиания — 4 декабря 1984) — контр-адмирал ВМС Норвегии.

## Биография
Сын футболиста Чарлза Херлофсона. Несколько лет служил в торговом флоте, прежде чем начал получать военное образование в Норвегии. В 1939 году стал квалифицированным морским офицером. В качестве офицера ВМС Норвегии после нападения нацистской Германии на Норвегию в апреле 1940 года участвовал в боевых действиях, затем перебрался в Великобританию и вошёл в состав норвежских вооруженных сил в изгнании.
В Великобритании служил в составе норвежской флотилии торпедных катеров на Шетландских островах, принимал участие в нескольких рейдах к побережью оккупированной Норвегии. Как начальник флотилии торпедных катеров проявил мужество и выдающиеся лидерские качества, особенно в бою с противником 23-24 декабря 1944 г. Торпедировал вражеский эсминец класса «М». После торпедной атаки лично возглавил атаку на противника.
Уничтожив военные объекты противника на суше, вернулся на Шетландские острова, без потерь.
После окончания войны занимал различные должности в Королевском флоте Норвегии. В 1955—1958 годах способствовал развитию флота Эфиопии.

## Награды
- Военный крест (Норвегия)
- Орден Святого Олафа
- Медаль Обороны 1940—1945 (Норвегия)
- Военная медаль (Норвегия)
- Атлантическая звезда
- Орден «Легион почёта»
- Ависский орден
- Орден Менелика II
- Медаль 70-летнего юбилея короля Хокона VII
- Звезда 1939—1945
- Коронационная медаль Елизаветы II
- Дважды упоминался в депешах.